# Mitchel Forman
Mitchel Forman (* 24. Januar 1956 in Brooklyn) ist ein US-amerikanischer Keyboarder des Fusion und Modern Jazz.

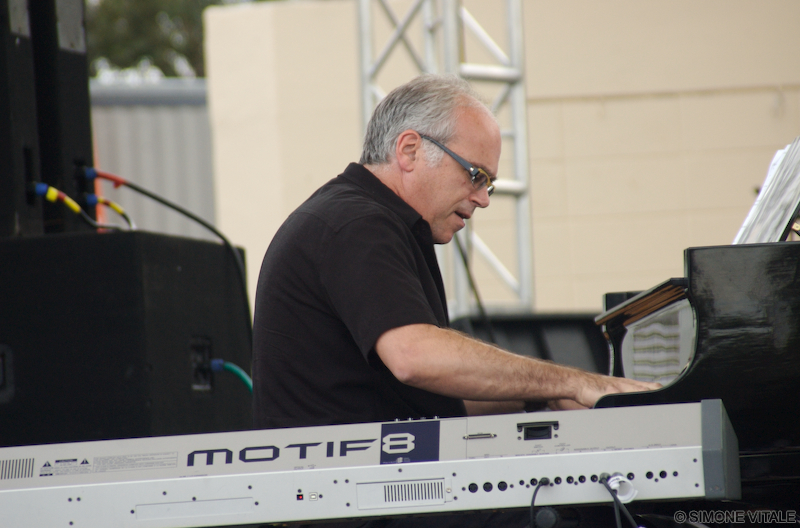
Mitchel Forman (Foto: Simon Vitale)

## Leben
Forman hatte ab dem siebten Lebensjahr klassischen Klavierunterricht. Als Jugendlicher spielte er zunächst in Rockbands, um dann in der Bigband von Clem DeRosa zu wirken. Mit 17 Jahren begann er ein dreijähriges Musikstudium an der Manhattan School of Music. Nach dem Abschluss begleitete er ab 1978 zunächst Gerry Mulligan, mit dem er auch auf Tournee ging, ab 1981 Stan Getz. 1980 trat er als Solist auf dem Newport Jazz Festival auf, um dann mit Phil Woods, Carla Bley, Mel Tormé und Astrud Gilberto zu touren. Ab 1984 gehörte er zu den Bands von John McLaughlin (Mahavishnu, Adventures in Radioland) und Wayne Shorter, (Phantom Navigator).
1985 gründete er eine eigene Band, arbeitete aber auch mit John Scofield (Blue Matter), Mike Stern (Upside Downside), Janis Siegel, Dave Samuels, Joe Beck, Danny Gottlieb, Diane Schuur, Gary Burton (Reunion), Pat Metheny, Simon Phillips, Freddie Hubbard, Bill Evans oder Rickie Lee Jones. Forman legte 1992 mit Now & Then ein Tributalbum an Bill Evans vor, das von der Kritik sehr bedacht wurde.  1994 gründete er gemeinsam mit Chuck Loeb die Fusionband Metro, die wiederholt international unterwegs war und sechs Alben veröffentlichte, die alle bei der Kritik Beachtung erfuhren. Das Quartett mit Wolfgang Haffner am Schlagzeug und Mel Brown am Bass tourt jährlich in Europa. Forman lebt gegenwärtig (2014) vornehmlich in Südkalifornien.
In den letzten Jahren legte Forman auf seinem eigenen Label Marsis Jazz Alben unter eigenem Namen vor. Weiterhin arbeitete er mit Dino Betti van der Noot, Eric Marienthal, Andy Summers, Rick Braun, Jeff Golub, Andrea Marcelli, Diane Schuur, Mark Egan, Dave Samuels und Virgil Donati.

## Diskografie
- Childhood Dreams (1982)
- Only a Memory (1982)
- Train of Thought (1985)
- Now & Then: A Tribute to Bill Evans (1992)
- Hand Made (1993)
- Harvest Song (1998)
- Patience (2000)
- Mr. Clean (live) (2001)
- Perspectives (2006)
- Lost and Found (2010)
- Sing Along with Mitch (2011)